# Закат (фильм, 2018)
«Закат» (венг. Napszállta) — второй полнометражный фильм венгерского режиссёра Ласло Немеша по сценарию Немеша, Клары Ройер и Матьё Тапоньера. Фильм снят на 35-мм плёнку. «Закат» был номинирован представлять Венгрию в категории «Лучший фильм на иностранном языке» на премии Оскар 2019 года.

## Сюжет
Накануне Первой мировой войны Ирис Лейтер после многолетнего отсутствия возвращается в Будапешт из Триеста, чтобы работать в модном доме, когда-то принадлежавшем её родителям. Сейчас крупным магазином дамской моды управляет Оскар Брилл, он готовит большие торжества по празднованию юбилея магазина. Все вокруг предупреждают Ирис, что ей нужно уезжать из этого места, но девушка решает узнать, почему погибли её родители и откуда у неё есть брат, о котором она ничего не помнит. В поисках правды она раскроет далеко не один тёмный секрет, годами скрывавшийся под красивой вывеской.

## Актёрский состав
- Юли Якоб — Ирис Лейтер[6]
- Влад Иванов — Оскар Брилл[4]
- Эвелин Добош — Зельма[4]
- Марцин Чарник — Шандор[7]
- Левенте Мольнар — Гаспар[6]
- Юлия Якубовская — графиня Эрдей
- Кристиан Хартинг — Отто фон Кёниг
- Шандор Жотер — доктор Херц
- Юдит Бардош — Серена
- Сюзанн Вуест — принцесса
- Урс Рехн — Исмаил

## Показ
Премьера «Заката» состоялась на 75-й Венецианском кинофестивале 2 сентября 2018 года, став первым венгерским фильмом с 1994 года, получившим место в программе фестиваля.
«Закат» также был показан на кинофестивале в Торонто в рамках внеконкурсной программы. Фильм вышел на экраны в Венгрии 27 сентября 2018 года. Картина закуплена для показов 70 странах, в том числе США, Австралии, Германии, Китае, России и странах СНГ, а также в ряде европейских государств. В России фильм вышел на экраны 18 октября 2018 года.

## Награды и номинации
| Год  | Награда                         | Категория     | Номинант | Результат |
| ---- | ------------------------------- | ------------- | -------- | --------- |
| 2018 | 75-й Венецианский кинофестиваль | Приз ФИПРЕССИ | «Закат»  | Победа    |